# Pagodulina kaeufeli
Pagodulina kaeufeli is een slakkensoort uit de familie van de Orculidae. De wetenschappelijke naam van de soort is voor het eerst geldig gepubliceerd in 1939 door Klemm.